# Карангетанг
Карангетанг, такође и Апи Сијау (индо.Gunung Karangetang и Api Siau) је активни вулкан у Индонезији на острву Сијау, око 180 километара северно од Сулавесија. Ово је један од најактивнијих вулкана на Индонезији, а прорадио је чак 41 пут од 1675. године.

## Ерупције
У XXI веку Карангетанг је забележио неколико значајних активности. У августу 2007. године благе ерупције присилиле су локално становништво на евакуацију. Због појачане активности 2009. године „Индонежанска вулканолошка служба“ подигла је ниво узбуне на „наранџасто“. У августу 2010. године Карангетанг је избацио потоке лаве и пепео у висину од 1.000 метара. Страдало је четири особе. Као последица земљотреса у Јапану, 11. марта 2011. године прорадио је поново, што је утицало на припреме за нову евакуацију становништва.
На острву Сијау живи око 50.000 становника.